# Oesbern
Oesbern ist seit der kommunalen Neugliederung 1975 Teil der nordrhein-westfälischen Stadt Menden (Sauerland) im Märkischen Kreis.
Bis zum Jahr 1975 existierte die Gemeinde Oesbern, Amt Menden, Kreis Iserlohn. Im Gebiet dieser Gemeinde lagen neben Oesbern auch Barge und Werringsen.

## Geografie
Oesbern liegt im Osten des Stadtgebietes. Die wenigen Häuser Oesberns, allesamt Gehöfte oder neuere Einfamilienhäuser, liegen verteilt zwischen Feldern und kleineren Waldstücken.
- Geografische Lage (Oberoesbern): 51° 27′ N, 7° 51′ O
- Geografische Lage (Niederoesbern): 51° 27′ N, 7° 52′ O

Am 1. Juli 2017 hatte der „Ortsteil Oesbern“ 499 Einwohner.

## Geschichte

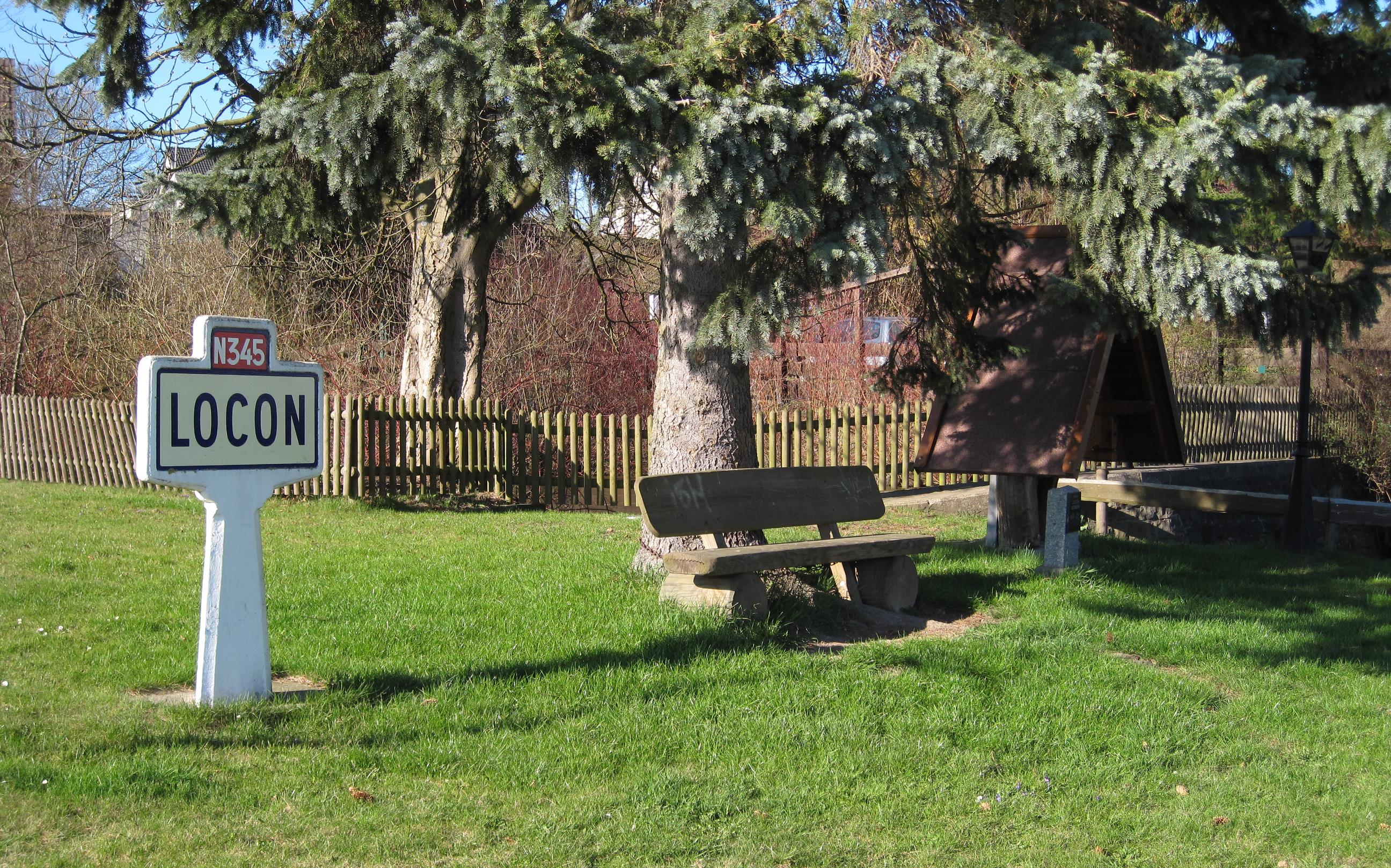
Loconer Platz

Die erste Erwähnung des Ortes Oesbern datiert aus dem Jahr 1203.
Bis 1975 existierte die Gemeinde Oesbern, Amt Menden, Kreis Iserlohn. Im Jahr 1961 hatte diese Gemeinde mit einer Fläche von 10,84 Quadratkilometern 699 Einwohner.
Das Wappen der ehemaligen Gemeinde Oesbern zeigt über dem „Kuheisen“ des Amtes Menden zwei schwarze Wolfsangeln auf silbernem Grund, die sowohl um die exponierte Lage mitten im Wald symbolisieren, als auch den Ortsteil Wolfskuhle. Die Blasonierung des Wappens lautet: „Von Silber und Rot geteilt; oben zwei schwarze schräglinks gestellte Wolfsangeln, unten ein silbernes gestürztes Faßeisen.“ Das Wappen wurde am 15. April 1937 verliehen.
Die Gemeinde Oesbern ging eine Partnerschaft mit der französischen Gemeinde Locon ein. 1964 wurden die Urkunden ausgetauscht. Die damalige Gemeinde Oesbern war damit die erste des früheren Amtes Menden, die offizielle Kontakte zu einer Partnerschaftsgemeinde aufnahm.
Am 1. Januar 1975 wurde die Gemeinde Oesbern nach dem Gesetz zur Neugliederung der Gemeinden und Kreise des Neugliederungsraumes Sauerland/Paderborn (Sauerland/Paderborn-Gesetz) mit der damaligen Stadt Menden (Sauerland) und weiteren Gemeinden zur neuen Stadt Menden (Sauerland) zusammengeschlossen.

### Einwohnerentwicklung
| Stand             | Einwohner |
| ----------------- | --------- |
| 6. Juni 1961      | 699       |
| 27. Mai 1970      | 805       |
| 30. Juni 1974     | 836       |
| 1. Januar 2000    | 547       |
| 1. Januar 2001    | 580       |
| 1. Januar 2002    | 605       |
| 1. Januar 2003    | 589       |
| 1. Januar 2004    | 610       |
| 1. Januar 2005    | 601       |
| 1. Januar 2006    | 602       |
| 1. Januar 2007    | 591       |
| 1. Januar 2008    | 579       |
| 1. Januar 2009    | 559       |
| 1. Januar 2010    | 554       |
| 31. Dezember 2010 | 554       |
| 31. Dezember 2015 | 528       |

## Kultur und Sehenswürdigkeiten

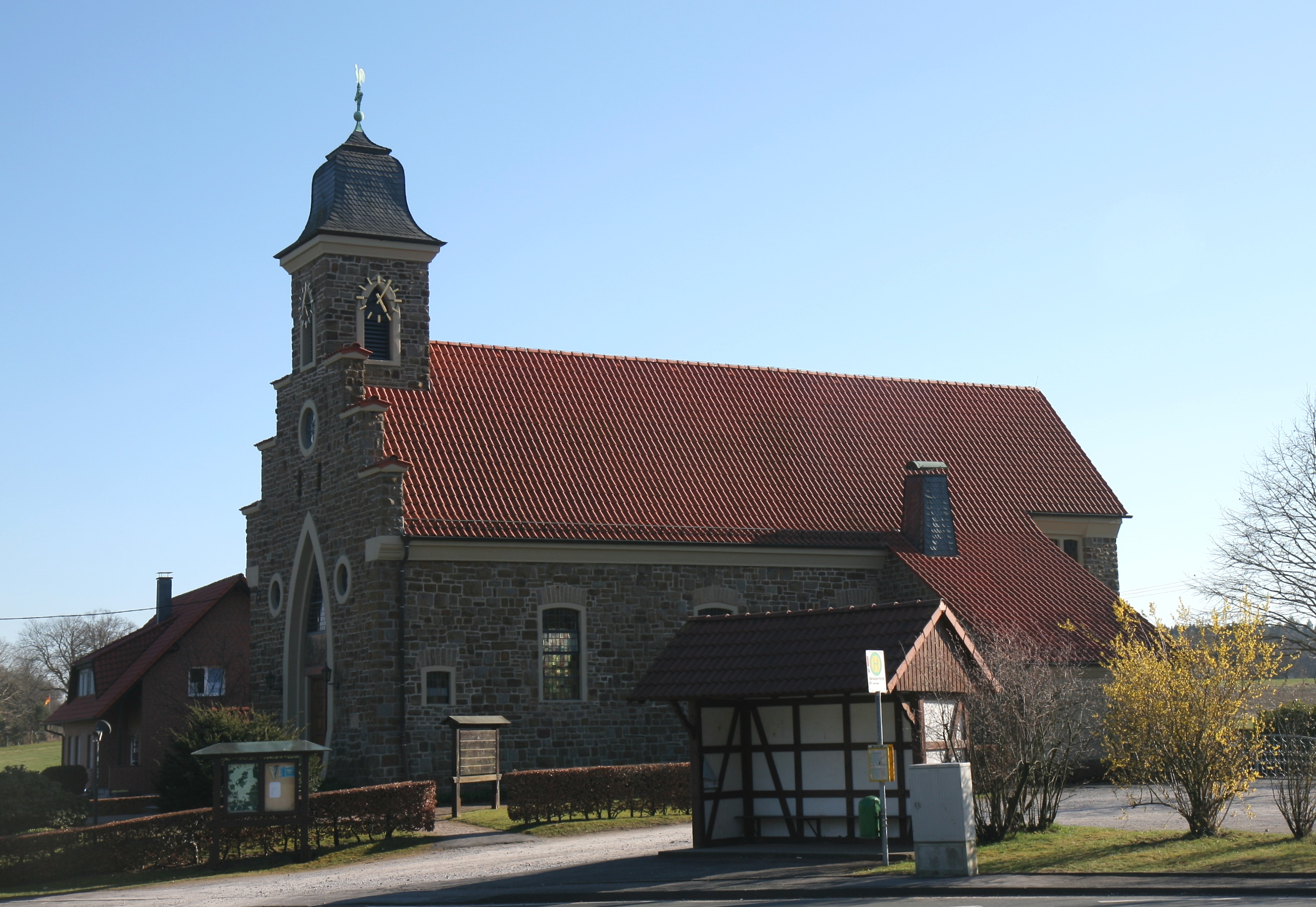
St. Aloysius

### Bauwerke
Die Mehrzweckhalle Oesbern wurde regelmäßig von der Schützenkapelle Oesbern, der Pfarrgemeinde, dem SVÖ sowie der Schützenbruderschaft St. Michael Oesbern e. V. 1904 und von anderen Veranstaltern genutzt. Sie wurde im Jahr 2023 abgerissen. An gleicher Stelle soll ein neues Dorfzentrum mit angeschlossenem Feuerwehrhaus entstehen.

### Sport
Der Sportverein Oesbern e. V. nutzt den Sportplatz Am Habicht in Lendringsen. Die 1. Damen-Fußballmannschaft des SV Oesbern spielt seit der Saison 2009/2010 in der Frauen-Landesliga, Gruppe 2. Die 1. Herrenmannschaft ist im Jahr 2006/07 in die Kreisliga A Iserlohn aufgestiegen.

### Religionen
In Oesbern befindet sich die katholische Aloysiuskapelle der Pfarrgemeinde „St. Aloysius Oesbern“. Die nächstliegende evangelische Kirche befindet sich in Lendringsen.
Im Jahr 1991 errichtete die Kolpingsfamilie Oesbern aus Anlass ihres sechzigjährigen Bestehens vor der Kulisse des Lüerwaldes an der Wegkreuzung Zum Lüer / Zum Lindloh eine Marienkapelle, die Muttergottes zum Lüer genannt wurde.

## Wirtschaft und Infrastruktur

### Verkehr
Durch Oesbern führen die Kreisstraßen 21 und 23.

### Bildung
Eine Katholische Schule, zwei Klassenräume, (oberes Foto / Mehrzweckhalle) wurde von 1904 bis 1907 in Oesbern gebaut. Bis zum Jahr 1965 wurde darin Unterricht erteilt.  Eine neue Schule war gebaut worden und wurde 1965 bezogen. Unterricht wurde in dieser Schule bis 1984 erteilt und diese dann auch geschlossen. Die Kinder mussten ab dann nach Lendringsen in die Schule. Das alte Schulgebäude wurde als Vereinshaus für örtliche Vereine genutzt. An die alte Schule baute die Stadt Menden 1970 eine Mehrzweckhalle. Diese wurde für alle Festlichkeiten der örtlichen Vereine und für sportliche Betätigungen der Schüler genutzt. Die alte Schule und die Mehrzweckhalle wurden im Oktober 2022 abgerissen. Eine neue Halle für den Ort ist in Planung und soll gebaut werden.
In Oesbern befinden sich seit 1984 weder Grundschule noch Kindergarten. Die nächstliegenden dieser Einrichtungen sind in Lendringsen.